# Itzik Shmuli
Itzik Shmuli (tiếng Hebrew: אִיצִיק שֶׁמּוּלִי; sinh ngày 8 tháng 2 năm 1980) là một chính khách người Israel hiện đang là thành viên của Knesset cho Đảng Lao động Israel và là Bộ trưởng Bộ Phúc lợi. Ông là cựu lãnh đạo của Liên minh Quốc gia của Sinh viên Israel.

## Tiểu sử
Yitzhak (Itzik) Shmuli sinh ra ở Tel Aviv, Israel, là chủ nhà hàng Nechama và Chaim Shmuli. Gia đình ông là người gốc Do Thái Iraq. Năm 3 tuổi, gia đình ông chuyển đến Ramat Gan. Shmuli nhập ngũ vào Lực lượng Phòng vệ Israel năm 1998, và từng là chỉ huy xe tăng trong một đại đội hoạt động của Tiểu đoàn 82 thuộc Lữ đoàn Thiết giáp 7.
Năm 2001, Shmuli thành lập một nhà hàng và công ty cung cấp dịch vụ ăn uống với cha mình ở Tel Aviv, nơi ông đã làm việc trong hai năm. Năm 23 tuổi, ông chuyển đến Argentina và giúp thành lập trại trẻ mồ côi Buenos Aires trong thời gian cư trú tại đây. Sau khi trở về Israel, ông theo học tại Trường Cao đẳng Học thuật Oranim, và tốt nghiệp với bằng B.Ed. trong Giáo dục Đặc biệt và Hành động Xã hội-Cộng đồng.  Trong năm đầu tiên tại Oranim, ông được bầu làm người đứng đầu Hội sinh viên.  Ở cương vị đó, ông đã dẫn đầu một chiến dịch chống lại Ủy ban Shochat, tổ chức này đang tìm cách tư nhân hóa giáo dục đại học và tăng học phí.
Đầu năm 2009, Shmuli được bầu làm Phó Chủ tịch Hội Sinh viên Quốc gia Israel. Tháng 10 năm 2010, ông được bầu làm chủ tịch Hội sinh viên. Năm 2010, ông bắt đầu theo học để lấy bằng thạc sĩ về chính sách công tại Đại học Hebrew của Jerusalem.

## Giải thưởng và giấy chứng nhận
Shmuli được vinh danh là "Thành viên xã hội nhất trong Knesset" bốn lần liên tiếp. Ông đã giành được "Giải thưởng Nghị sĩ xuất sắc" từ Viện Dân chủ Israel. 